# FP-UNIV
FP-UNIVとは、クラウド型のライフプランシミュレーションソフトウェア。
「真実を照らすライフプランソフト」「誰もが使えるライフプランソフト」という理念の下に作られた。
無料で利用できるほか、プロのファイナンシャルプランナー・保険代理店・不動産業界などの利用を想定した、ビジネス用機能が利用できる月額有料プランも用意されている。
開発元は株式会社FP-UNIV

## ライフプランソフトの問題点
一般的なライフプランソフトは、主に生命保険会社が自社の保険を売るために作られたソフトウェアが主流であり、多くのソフトが
世帯主に万が一の事態が起こったことを想定され制作されている
それ故に、保険販売に不利な情報となる遺族年金や配偶者の収入については、あえて計算しないソフトも少なくなかった。
また母子家庭・父子家庭も想定されていないものであった。
そもそも40歳代以下の若年層の死亡率は、「万が一」という言葉通り10000分の１程度であり、残りの99%は高確率で老後を迎えることができる。
この点を考慮すれば、万が一に対する備えと同等かそれ以上に重要なのは、無事に老後を乗り切るための方法や対策であるともいえる（それは昨今の「老後破産
また家族の在り方も、大家族から核家族・母子/父子家庭・生涯独身などへと多様化しており、そういった様々なライフスタイルに対応できるシミュレーションソフトの重要性が高まっていた。

## 開発経緯
そこで、こうした問題を解決することを念頭に置いて新たな方向でのソフト開発を計画された。
万が一を前提としない「生きる道シミュレーション」が可能となり、老後のセカンドライフのための目標資金である「ファイナンシャルゴール」も
明確に把握することができるように組み入れた。
特定の保険を販売するためのソフトではなかったため、多くの独立系ファイナンシャルプランナーの間で利用が可能となり
選択肢が大幅に増加した。

## クラウドソフトへの移行
元々の開発段階では、クラウド版での運用を考えていなかったが時代の流れや、ソフト運用者の要望により
2014年に多岐にわたるコンピューターやExcelバージョンへの対応を考慮し本格的にクラウド版の開発に着手。
2017年には株式会社FP-UNIVの設立、および同名のライフプランソフト「クラウド版FP-UNIV」を正式にリリースした。
クラウド版FP-UNIVでは、月ごと・個人ごとのキャッシュフロー計算や、複数のライフプランの比較機能を搭載し、
より詳細なシミュレーションが可能となっている（従来のソフトや同業社の多くのソフトでは主流の、年ごとのキャッシュフローに比べ、格段に開発難易度が高い）。
現在も制度改正への対応や新機能の追加など、常にバージョンアップが重ねられている。